# Xindu
Xindu léase Sin-Du (en chino:新都区 , pinyin:Xīndū qū) es un distrito urbano bajo la administración directa de la Subprovincia de Chengdu, capital provincial de Sichuan. El distrito yace en una llanura con una altitud promedio de 500 m s. n. m., ubicada a 19 km al norte del centro financiero de la ciudad, formando parte de la zona metropolitana de Chengdu. Su área total es de 481 km² y su población para 2014 fue más de 800 mil habitantes.

## Administración
El distrito de Xindu se divide en 13 pueblos que se administran en 3 subdistritos y 10 villas.